# Nagelfluh-Gratwanderung

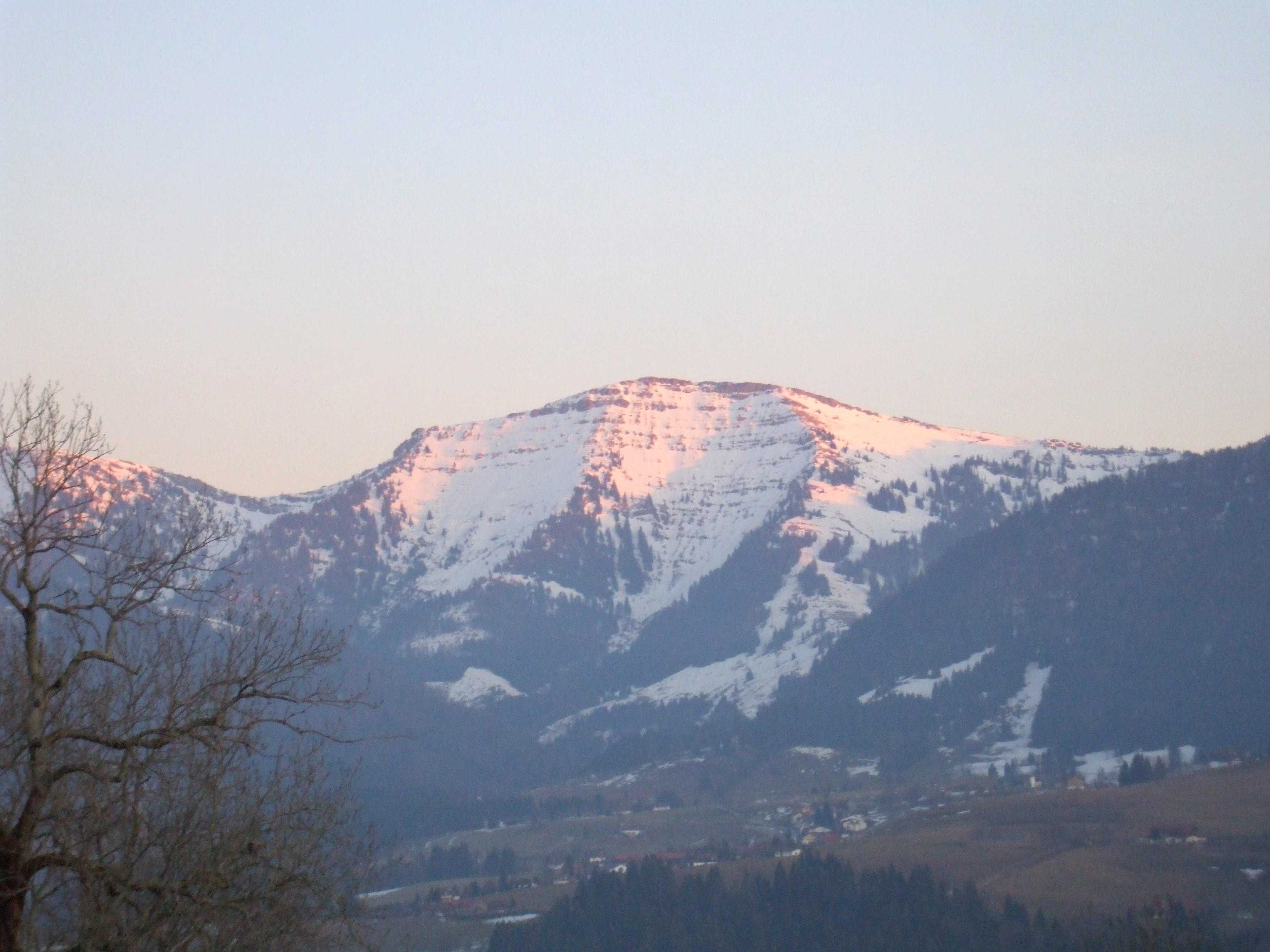
Hochgrat – möglicher Ausgangspunkt der Bergwanderung

Die Nagelfluh-Gratwanderung ist eine Wanderung über acht Gipfel der Hochgratkette in den Allgäuer Alpen. Sie führt vom 1834 Meter hohen Hochgrat, dem höchsten Punkt der Kette, mit einer Länge von etwa 14 Kilometern und einem Höhenunterschied von 1300 Höhenmetern zum 1451 Meter hohen Mittagberg. Die Gehzeit beträgt sechs bis sieben Stunden bei Benutzung der Hochgratbahn.

## Verlauf
Von der Bergstation der Hochgratbahn (1706 m) führt der Weg über den Gipfel des Hochgrats (1834 m) zur Brunnenauscharte auf 1624 m, dann geht es hinauf zum 1822 Meter hohen Rindalphorn. Der weitere Verlauf führt zur Gündlescharte, 1542 m, zum Gündleskopf und zum Buralpkopf (1772 m). Nach den Sederer-Wänden und einer weiteren Scharte wird der Sedererstuiben (Sederer) erreicht. Weitere Gipfel am Grat sind der Stuiben (1749 m), der Steineberg mit einer über 17 m langen Leiter (kann umgangen werden) und schließlich der Mittagberg.
Die Weglänge zwischen der Bergstation Hochgratbahn und der Bergstation Mittagbahn beträgt etwa 13,8 km, dabei sind etwa 1010 Höhenmeter im Aufstieg und 1300 im Abstieg zu bewältigen. Man sollte etwa sechs bis sieben Stunden für die gesamte Wanderung ansetzen.

## Hinweise
Die Überschreitung ist Teil der Europäischen Fernwanderwege E4 und E5 sowie des Maximilianswegs. Sie kann im Winter auch als Skitour durchgeführt werden. Der Weg liegt immer oberhalb der Baumgrenze mit Blick in die Allgäuer Berge, das hügelige Westallgäu und das Allgäuer Voralpenland.
Wird die Wanderung als Zweitagestour durchgeführt, kann das Staufner Haus als Etappenziel dienen. Es besteht an mehreren Stellen die Möglichkeit, ins Tal abzusteigen. Im Tal kann man für die Strecke zwischen der Talstation der Hochgratbahn und der Alpe Mittelberg, unterhalb des Stuiben, ein Mountainbike mieten und damit die 13 Kilometer lange Strecke, parallel zum Grat, zurücklegen.

## Literatur und Karte

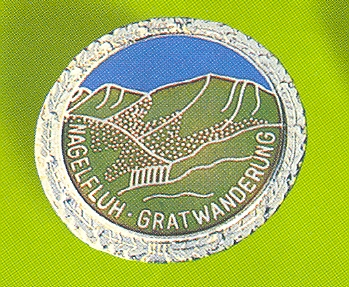
Nagelfluh-Gratwanderung: Abzeichen DLV